# Trave

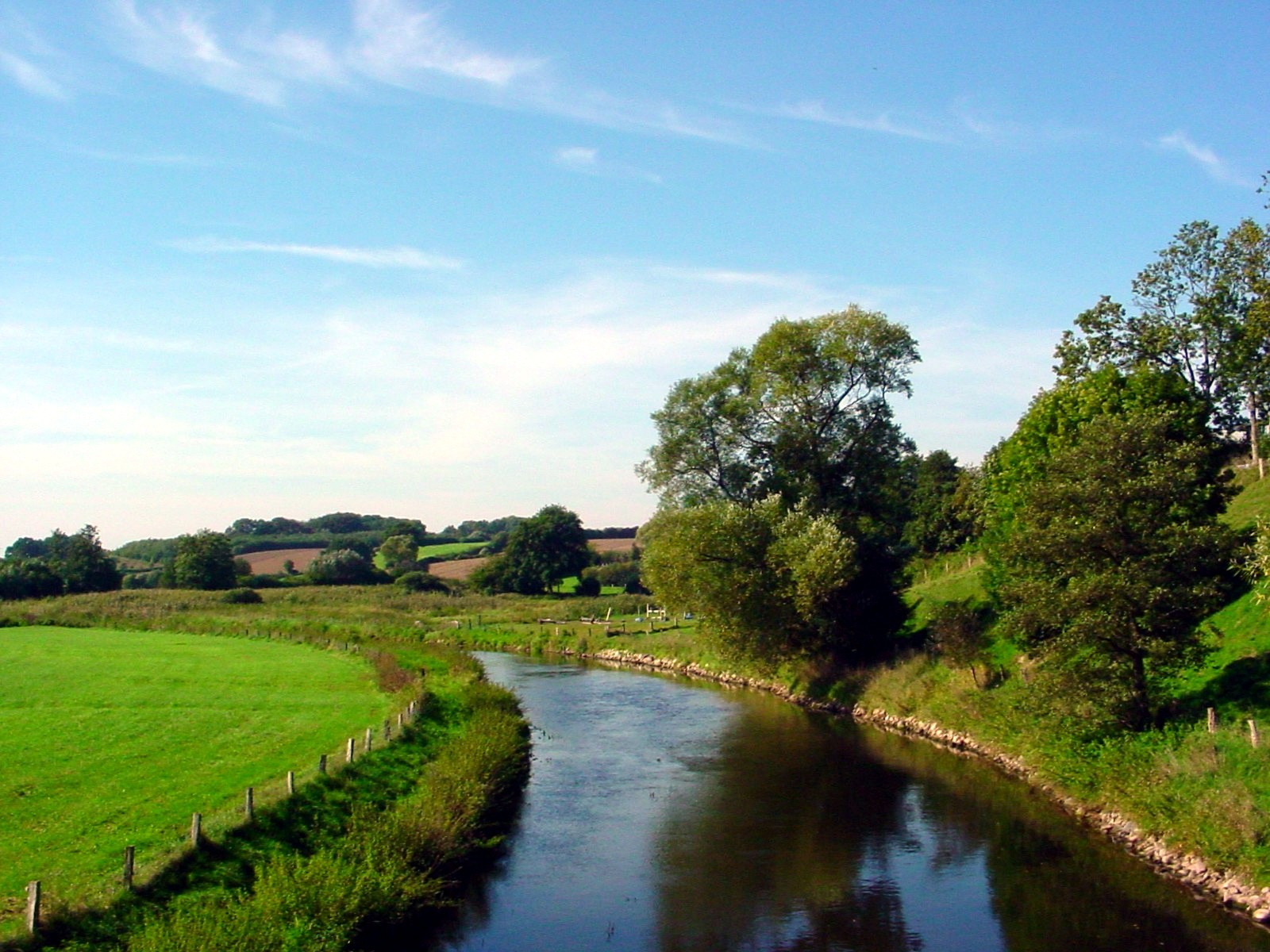
Trave nabij Reinfeld

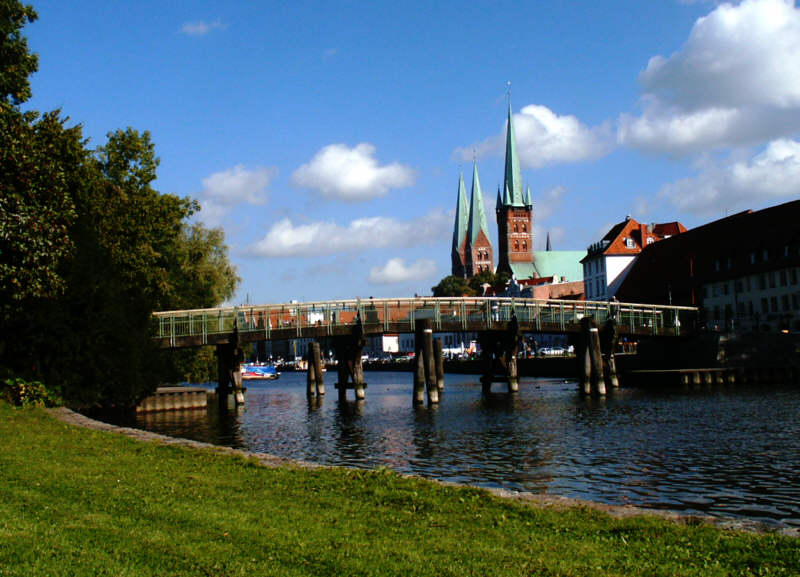
De Stadttrave in Lübeck met zicht op de Petrikirche en de Marienkirche

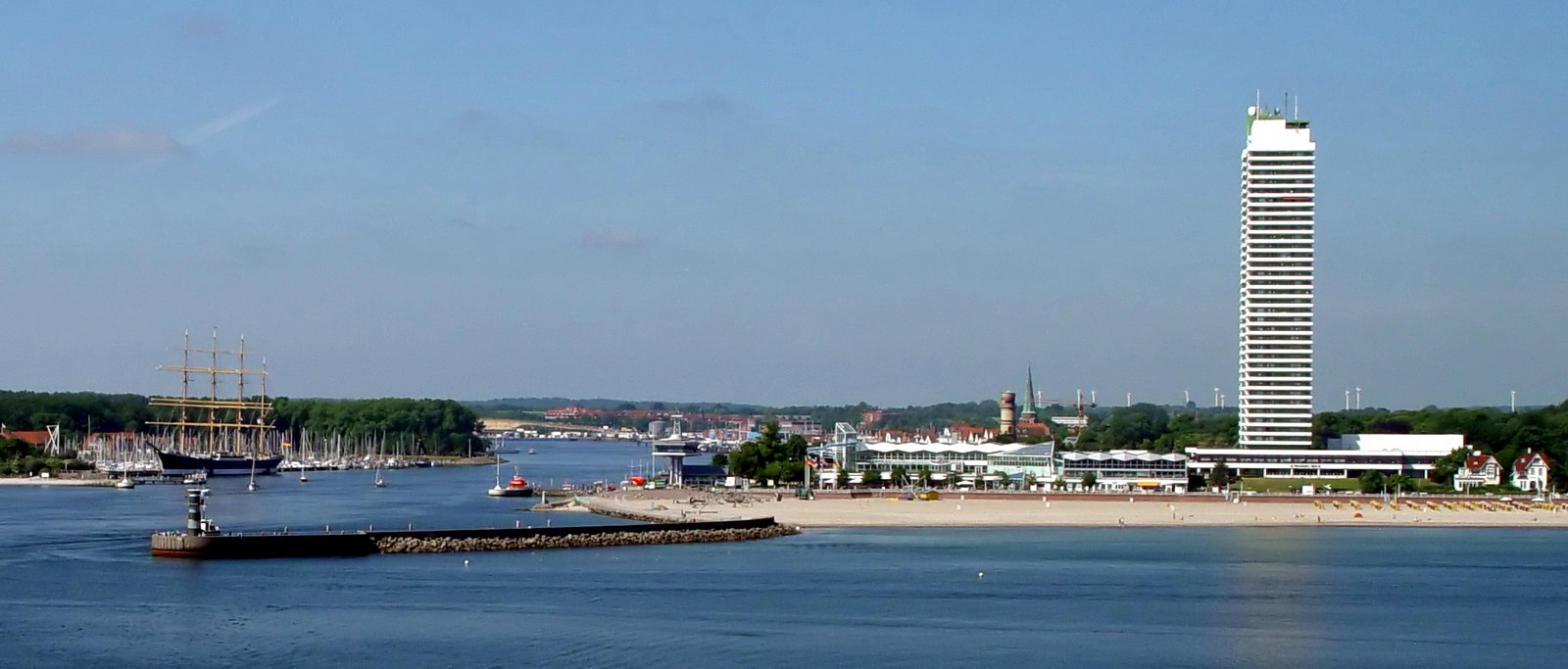
De monding van de Trave met de Maritim-building

De Trave is een 124 kilometer lange rivier in de Duitse deelstaat Sleeswijk-Holstein die uitmondt in de Lübecker Bocht van de Oostzee. Het stroomgebied omvat 2676 km².

## Verloop

### Bovenloop
De bron van de Trave ligt in het gehucht Ahrensbok van Giesselrade in het district Ostholstein, ten noorden van de weg B432. In het dorpscentrum bevindt zich een brontempeltje met zitbanken eronder. Zij stroomt van daar in zuidwestelijke richting door de Wardersee naar Bad Segeberg en dan zuidelijk naar Bad Oldesloe. Verder gaat het oostelijk langs Reinfeld waarna, via Hamberge en Moisling, Lübeck wordt bereikt.

### Middenloop
In de wijk Genin van Lübeck eindigt het Elbe-Lübeckkanal. Vanaf hier tot aan de historische binnenstad werd de bedding voor de scheepvaart aangepast. Dit deel wordt Kanaaltrave genoemd. Daar splitst eerst de stadsgracht naar het westen af, en dan de Kanaaltrave naar het oosten. Deze laatste volgt de vroegere bedding van de Wakenitz tot in de Klughafen, noordoostelijk van de binnenstad. De Stadttrave (plaatselijk Obertrave genoemd) is de oorspronkelijke bedding westelijk van de binnenstad.

### Benedenloop
Bij de Burgtor komen stadsgracht, Kanaaltrave en Stadttrave weer samen en vormen de Untertrave. Deze stroomt langs het natuurgebied Schellbruch, het vissersdorp Gothmund naar het Herreninsel, een schiereiland. Noordelijk daarvan bevindt zich de, op 26 augustus 2005 geopende, Herrentunnel, die de in 2006 afgebroken Herrenbrücke vervangt.
Door de getijdenwerking wordt het water vanaf hier zouter. Als gevolg van gletsjererosie in de laatste ijstijd is de bedding hier eerder als een fjord te beschouwen: de Traveförde. De monding tussen Travemünde en Priwall is nauwelijks van een zeearm te onderscheiden. Aan de monding staat de Maritim-building, die tevens als vuurtoren dienstdoet.
De constante stroom van de Trave voorkomt dat de constante aanvoer van zeezand in oostelijke richting vanaf de Brodtener Ufer de Traveförde van de Oostzee afscheidt.

## Zijrivieren
Berliner Au - Beste - Bißnitz - Heilsau - Brandsau - Faule Trave - Medebek - Mözener Au - Schwartau - Stecknitz - Stepenitz ( in de Dassower See) - Wakenitz
- Gemeinsame Normdatei: 4060762-8
- Virtual International Authority File: 240335534